# Groß Süstedt
Groß Süstedt ist ein Ortsteil der Gemeinde Gerdau in der Samtgemeinde Suderburg im Landkreis Uelzen. Dieser liegt im 
Nordosten von Niedersachsen.
Der Ort liegt nordwestlich des Kernbereichs von Gerdau. Am südlichen Ortsrand verläuft die B 71.
Am westlichen Ortsrand mündet die Schwienau in die Gerdau, weiter südwestlich erstreckt sich das 398 ha große Naturschutzgebiet Mönchsbruch.
Die Protestanten von Groß Süstedt gehören zum Einzugsbereich der evangelisch-lutherischen Kirchengemeinde Gerdau mit der St. Michaeliskirche.

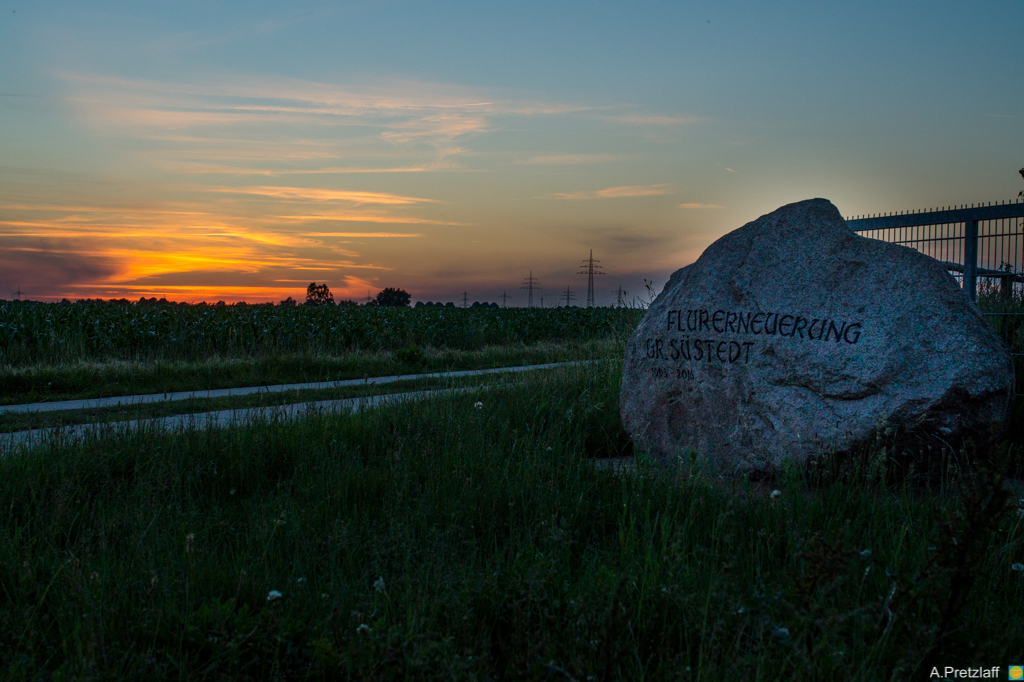
Gedenkstein zur Flurerneuerung Gr.Süstedt